# Keijcyoidea praecipua
Keijcyoidea praecipua is een mosselkreeftjessoort uit de familie van de Cytherellidae. De wetenschappelijke naam van de soort is voor het eerst geldig gepubliceerd in 1963 door Bold.